# The Good Doctor (1.ª temporada)
A primeira temporada da série de televisão americana The Good Doctor foi ordenada em 11 de maio de 2017 pela American Broadcasting Company (ABC). Teve sua estreia em 25 de setembro de 2017 e foi concluída em 26 de março de 2018, contando com 18 episódios. A temporada foi produzida pela Sony Pictures Television e pela ABC Studios, em associação com as produtoras Shore Z Productions, 3AD e Entermedia. David Shore serve como o showrunner e Daniel Dae Kim é um produtor executivo da série.

## Enredo
A série segue Shaun Murphy, um jovem cirurgião autista com síndrome de savant da cidade de tamanho médio de Casper, Wyoming, onde teve uma infância conturbada. Ele se muda para San Jose, Califórnia, para trabalhar no prestigiado Hospital San Jose St. Bonaventure

## Elenco e personagens
| - Freddie Highmore como Dr. Shaun Murphy - Nicholas Gonzalez coml Dr. Neil Melendez - Antonia Thomas como Dra. Claire Brown - Chuku Modu como Dr. Jared Kalu - Beau Garrett como Jessica Preston - Hill Harper como Dr. Marcus Andrews - Richard Schiff como Dr. Aaron Glassman - Tamlyn Tomita como Allegra Aoki | - Will Yun Lee como Dr. Alex Park - Fiona Gubelmann como Dra. Morgan Reznick - Christina Chang como Dra. Audrey Lim - Jasika Nicole como Dr. Carly Lever - Dylan Kingwell como Steve Murphy - Teryl Rothery como J.L. - Chris D'Elia como Kenny - Sheila Kelley como Debbie Wexler |

## Episódios
| N.º na série | N.º na temp. | Título                | Dirigido por         | Escrito por                      | Exibição original       | Audiência (milhões) |
| --- | ------------ | --------------------- | -------------------- | -------------------------------- | ----------------------- | ------------------- |
| 1 | 1            | "Burnt Food"          | Seth Gordon          | David Shore                      | 25 de setembro de 2017  | 11.22               |
| No caminho para começar sua residência cirúrgica no Hospital St. Bonaventure, em San Jose, o Dr. Shaun Murphy testemunha um sinal do aeroporto caindo e quebrando vidro em um menino. Com sua capacidade única de visualizar o corpo interno e usar métodos e ferramentas improvisados, Shaun consegue estabilizar o menino. Em uma reunião do conselho do hospital, o Dr. Aaron Glassman, presidente do hospital, tenta convencer o conselho a contratar Shaun, apesar de seu autismo. Flashbacks nos dão uma imagem da infância de Shaun e sua motivação para se tornar um médico. |              |                       |                      |                                  |                         |                     |
| 2 | 2            | "Mount Rushmore"      | Mike Listo           | David Shore                      | 2 de outubro de 2017    | 10.93               |
| O Dr. Neil Melendez está circulando com a Dra. Claire Browne e o Dr. Jared Kalu. Melendez chama Shaun para chegar atrasado em seu primeiro dia completo. Uma mulher de meia idade é levada para o pronto-socorro com dor abdominal. Shaun imediatamente diagnostica um tumor maligno. Como punição pelo atraso, Shaun recebe um "trabalho superficial", em que sua atenção aos detalhes o coloca em apuros. Depois de verificar novamente os resultados do teste de uma jovem que foi dispensada, Shaun corre para sua casa, incomodando seus pais durante a madrugada, mas acabou salvando a vida das garotas. |              |                       |                      |                                  |                         |                     |
| 3 | 3            | "Oliver"              | John Dahl            | Bill Rotko                       | 9 de outubro de 2017    | 10.69               |
| Shaun e Claire voam para o Hospital Municipal de São Francisco para buscar um fígado para um paciente transplantado. Depois de saber que eles são incapazes de voar de volta devido ao mau tempo, eles recorrem a uma escolta policial. No hospital, descobriu-se que Chuck, o receptor do fígado, tem álcool em seu sistema, um desenvolvimento que poderia anular sua elegibilidade para o transplante. Chuck depois confessa que bebeu na formatura de sua filha. A fim de proteger sua reputação e seus futuros pacientes, o hospital decide negar o fígado a Chuck. Para seu espanto, Shaun e Claire voltam, mantendo o fígado viável, apenas para descobrir que ele deve ser levado para um paciente em outro hospital. |              |                       |                      |                                  |                         |                     |
| 4 | 4            | "Pipes"               | Steven DePaul        | Thomas L. Moran                  | 16 de outubro de 2017   | 10.60               |
| Barb Allen, grávida de 22 semanas, e seu marido chegam a St. Bonaventure, esperando que os médicos possam salvar seu bebê. Um grande tumor não-canceroso está crescendo assim no feto e deve ser removido para salvar o bebê. Apesar dos sérios riscos para ela e o bebê, Barb insiste em cirurgia. Shaun e Claire são designados como punição. Sua paciente, Olivia, está sentindo uma dor severa na área genital causada por um abcesso. Quando eles tentam drenar o abcesso, um tumor fibróide é encontrado enrolado em torno de um nervo, e a cirurgia para removê-lo cortará todo o sentidos nos genitais de Olivia. |              |                       |                      |                                  |                         |                     |
| 5 | 5            | "Point Three Percent" | Larry Teng           | David Hoselton                   | 23 de outubro de 2017   | 10.39               |
| Shaun percebe um menino com uma semelhança indubitável com seu falecido irmão Steve, formando um vínculo com ele. O nome do menino é na verdade Evan e foi levado ao hospital por seus pais por supostamente quebrar um braço; sem o conhecimento de Evan, ele está de fato sofrendo do Osteossarcoma do estágio 4. Os outros médicos estão tentando encontrar um prognóstico de um homem de 66 anos, trazido para o hospital por seu filho distante, com uma alergia causando convulsões violentas. Claire e Jared determinam que o homem está sofrendo de Echinococcus, uma forma cística de vermes. |              |                       |                      |                                  |                         |                     |
| 6 | 6            | "Not Fake"            | Michael Patrick Jann | Simran Baidwan                   | 30 de outubro de 2017   | 10.60               |
| Shaun e o resto dos residentes estão trabalhando no turno da noite quando inúmeras vítimas de um acidente de ônibus chegam. Entre as vítimas estão uma mulher com queimaduras graves e visíveis, nas quais Jared tenta um procedimento experimental, e um jovem com uma severa perna danificada. As tensões surgem entre os pais dos pacientes e a noiva sobre a melhor escolha para o tratamento; seus pais querem amputar a perna, sua noiva é a favor de um procedimento experimental de substituição óssea. Depois de tratar uma paciente, Claire percebe que uma mulher foi deixada para trás no local do acidente. |              |                       |                      |                                  |                         |                     |
| 7 | 7            | "22 Steps"            | David Straiton       | Johanna Lee                      | 13 de novembro de 2017  | 10.14               |
| Shaun encontra Liam, um paciente autista trazido para o hospital. Tendo que enfrentar o preconceito dos pais do jovem, o Dr. Melendez o defende pela primeira vez e reconhece suas habilidades excepcionais. Na diretriz do Dr. Glassman, Claire continua com sessões de terapia a fim de conter sua culpa ao inadvertidamente causar a morte de um paciente. Jared lida com um homem de 73 anos com fortes dores no peito, necessitando de atenção médica urgente e um marcapasso; mas o paciente afirma que seu desejo é de morrer. |              |                       |                      |                                  |                         |                     |
| 8 | 8            | "Apple"               | Nestor Carbonell     | David Renaud                     | 20 de novembro de 2017  | 9.97                |
| Enquanto faz compras em um mercado para maçãs, ocorre um assalto. Com as limitações de comunicação de Shaun, ele coloca em risco a vida de dois clientes em um primeiro encontro, levando a uma jovem mulher a ser baleada. O vizinho de Shaun, Lea, o abraça depois que ele admite que cometeu um erro com alguém se machucando. Durante a cirurgia, o Dr. Lim questiona a capacidade de Claire de não deixar que suas emoções tirem o melhor dela por causa de um paciente racista. Isso leva a uma discussão entre os dois com o Dr. Lim ordenando que Claire saia da sala de cirurgia. Claire coloca suas emoções sob controle para salvar a vida do paciente racista para a satisfação e deleite do Dr. Lim. |              |                       |                      |                                  |                         |                     |
| 9 | 9            | "Intangibles"         | Bronwen Hughes       | Karen Struck                     | 27 de novembro de 2017  | 9.25                |
| A equipe aborda o caso de um menino do Congo que tem anomalias cardíacas congênitas graves; O último encontro de Murphy com sua vizinha Lea o deixa confuso. Ele aprende lições de paquera de Claire e faz anotações e gráficos que ele vê em relação à "trifecta flertando". Enquanto isso, Claire, juntamente com uma pesquisa de laboratório de tecnologia para uma amostra de tecido fora do lugar de uma mulher com um possível câncer de garganta. |              |                       |                      |                                  |                         |                     |
| 10 | 10           | "Sacrifice"           | Michael Patrick Jann | Lloyd Gilyard Jr.                | 4 de dezembro de 2017   | 9.41                |
| Shaun relutantemente concordou com as repetidas sugestões do Dr. Glassman para se encontrar com um terapeuta, mas acabou mudando de ideia depois que um novo paciente, Bobby Otto, convence Shaun a parar de deixar as pessoas dizerem a ele o que fazer. Claire se depara com uma situação desconfortável com o Dr. Matt Coyle, que faz avanços sexuais indesejados em sua direção durante uma consulta com o paciente. Jared descobre e fisicamente o ameaça. Como resultado, Jared é demitido. Depois de um jantar tenso com Jessica, seu pai e o Dr. Melendez, Jessica afirma que não quer ter filhos. |              |                       |                      |                                  |                         |                     |
| 11 | 11           | "Islands Part One"    | Bill D'Elia          | Thomas L. Moran & William Rotko  | 8 de janeiro de 2018    | 8.30                |
| Shaun e Lea embarcam em uma viagem improvisada. Shaun dirige, bebe Tequila, canta karaokê, tudo pela primeira vez, e experimenta seu primeiro beijo com Lea. Melendez e Andrews operam em gêmeas siamesas, uma das quais precisa de um rim. Complicações se desenvolvem e a operação para separá-las, planejada para seis meses após a cirurgia renal, deve ser feita imediatamente. A operação vai bem até descobrir que as gêmeas não despertaram da cirurgia. Melendez decide que é mais importante estar com Jessica e que ele pode ser um "pai" de outras formas. |              |                       |                      |                                  |                         |                     |
| 12 | 12           | "Islands Part Two"    | Cherie Nowlan        | Thomas L. Moran & William Rotko  | 15 de janeiro de 2018   | 9.33                |
| Shaun retorna ao hospital após sua viagem e dá ao Dr. Glassman seu aviso de duas semanas, pretendendo se mudar para Hershey para estar com Lea. As gêmeas sofrem complicações de sua cirurgia; Katie não está recebendo fluxo sanguíneo suficiente para o cérebro, enquanto o coração de Jenny está falhando. Apesar dos melhores esforços dos médicos para salvar as duas gêmeas, Jenny morre na mesa de operações. Jessica é forçada a investigar a má conduta anterior no hospital em que os médicos brancos só foram advertidos em vez de demitidos, depois de alegações de racismo pela advogada de Kalu; como resultado, Jared é reintegrado. Jessica diz a Melendez que ela quer se separar porque ela se sente como se estivesse em seu caminho de ser pai. |              |                       |                      |                                  |                         |                     |
| 13 | 13           | "Seven Reasons"       | Mike Listo           | David Shore & David Hoselton     | 22 de janeiro de 2018   | 9.61                |
| Ao tratar uma paciente muçulmana, Shaun sente que ela está mentindo e faz alegações controversas sobre como ela sofreu seus ferimentos. Melendez perfura o brônquio da paciente durante a cirurgia e é colocado sob investigação após Shaun questionar se sua vida pessoal está afetando seu trabalho. Enquanto Claire assiste em uma cirurgia em um paciente com AVC que teve um aneurisma com o Dr. Lim, ela descobre que Coyle conseguiu um novo emprego e um aumento. Eles informam a esposa do paciente que ele precisa de cirurgia ou ele vai morrer, mas ela se recusa a consenso até que Claire explica a realidade da situação. Shaun pede Glassman para serem amigos, mas Glassman decide dar-lhe o seu próprio espaço e não serem amigos, o que perturba Shaun. |              |                       |                      |                                  |                         |                     |
| 14 | 14           | "She"                 | Seth Gordon          | Simran Baidwan                   | 5 de fevereiro de 2018  | 9.63                |
| Os quatro residentes, incluindo a novo Dra. Morgan Reznick, estão em competição; Reznick e Browne com Melendez, Murphy e Kalu com Lim. Murphy e Kalu se deparam com uma paciente disfórica de gênero, Quinn, que leva ao atrito quando Murphy afirma que as pessoas só podem ser seu gênero biológico. Murphy e Kalu determinam que Quinn tem câncer testicular junto com ossos frágeis causados por bloqueadores da puberdade. Browne e Reznick atendem a um paciente do sexo masculino que contraiu uma superbactéria resistente a todos os medicamentos, como resultado de tomar medicação de sobra de prescrição para o propósito errado. Ocasal de médicos Andrews e Barnes consultam um especialista em fertilidade, já que estão tendo problemas para conseguir um filho. |              |                       |                      |                                  |                         |                     |
| 15 | 15           | "Heartfelt"           | Regina King          | Thomas L. Moran & Johanna Lee    | 26 de fevereiro de 2018 | 7.82                |
| Uma adolescente passa por uma cirurgia de risco para implantar um esterno para que ela possa viver uma vida normal sem ficar confinada em sua casa. Um jovem adolescente inicialmente rejeita a ideia de ter o fígado de um assassino condenado transplantado nele, mas sem ele ele tem um dia de vida. Um ex-policial veterano de 15 anos que virou médico, Alex Park, é cético quanto aos motivos do condenado, Boris. Allegra fala com o Dr. Andrews sobre um jovem doador rico, Aidan Coulter, mas Andrews diz que estar envolvido com ele pode dar às pessoas a ideia errada e que ela usou o sexo para solicitar doações. Em uma arrecadação de fundos, Jared diz a Claire que a amava e pensou que talvez ela um dia o amaria, mas chegou à conclusão de que não é verdade deixar o status de seu relacionamento desconhecido. |              |                       |                      |                                  |                         |                     |
| 16 | 16           | "Pain"                | Allison Liddi-Brown  | William L. Rotko & David Renaud  | 12 de março de 2018     | 9.88                |
| Shaun, Claire e Alex ajudam Melendez com um de seus primeiros pacientes, um homem chamado Hunter, que ficou paralisado em um acidente de moto há dez anos. Jared, Morgan e Andrews assistem a um paciente que tem uma infecção causada por cirurgia plástica. A mãe de Claire aparece no hospital em uma tentativa de se reconectar. Andrews vê um especialista em infertilidade que lhe diz que há uma cirurgia que poderia ajudá-lo com sua contagem de espermatozóides, mas que há um risco de impotência. Alex faz uma checagem de antecedentes sobre Kenny, que esclarece seu passado criminoso, levando-o a sugerir que Shaun está sendo usado por ele. |              |                       |                      |                                  |                         |                     |
| 17 | 17           | "Smile"               | Bill D'Elia          | David Hoselton & Karen Struck    | 19 de março de 2018     | 9.03                |
| Shaun e Alex tratam Gretchen, uma adolescente com síndrome de Moebius, que a deixa incapaz de sorrir. Morgan e Claire tratam de uma mulher chamada Lucy Callard, que é revelada como uma ladra de identidade que deixou seu seguro pagar as mensalidades da faculdade de seu filho e não conseguiu preencher sua prescrição de antibiótico pós-operatório devido ao medo de descobertas. A vítima de queimadura de Jared, Celeste, completa o tratamento. Jared também é oferecido um emprego em Denver. Shaun ajuda Glassman a sair com a atendente do hospital Debbie; Eles se deram bem com o interesse em carros clássicos, mas Glassman de repente tem uma afasia no final do encontro. As suspeitas de Alex sobre Kenny usando Shaun parecem ser verdade. |              |                       |                      |                                  |                         |                     |
| 18 | 18           | "More"                | Mike Listo           | David Shore & Lloyd Gilyard, Jr. | 26 de março de 2018     | 9.39                |
| Glassman diz a Shaun que ele tem um glioma inoperável e dezoito meses de vida. Glassman aceita sua morte, mas concorda com imagens adicionais por causa de Shaun; isto produz um pior prognóstico de quatro meses para viver. Glassman leva Shaun para um parque que sua falecida filha adorou para que eles possam aproveitar o tempo que Glassman deixou. Shaun determina como uma biópsia minimamente invasiva poderia ser realizada; Glassman é diagnosticado com uma forma operável de câncer; ele vai buscar tratamento. Um estudante Caden sofre uma complicação após o tratamento de uma lesão por trote de fraternidade. Jared e Alex questionam o amigo de Caden, mas Jared é adiado pela natureza desconfiada de Alex. Shaun determina que ele errou ao segurar a artéria de Caden. Ele propõe um procedimento arriscado para salvar a vida de Caden e se oferece para assumir total responsabilidade por realizá-lo, mas Melendez decide que eles irão realizá-lo juntos. Caden sobrevive e Melendez convida a equipe para beber, o que Morgan acha perverso; Melendez espera que um médico a apóie quando ela inevitavelmente matar um paciente. Shaun decide que ele deve admitir seu erro a Andrews, embora Glassman tenha apostado sua posição no sucesso de Shaun; Glassman deixa a decisão para Shaun e o acompanha para se encontrar com Andrews. |              |                       |                      |                                  |                         |                     |

## Produção

### Desenvolvimento
Em abril de 2014, a CBS Television Studios começou a desenvolver um remake de um drama médico sul-coreano, chamado Good Doctor, com Daniel Dae Kim como produtor. Kim explicou o apelo de adaptar a série como "algo que pode caber em um mundo reconhecível, com uma amplitude de personagens que podem ser exploradas ao longo do tempo". A história de um cirurgião pediátrico autista seria ambientada em Boston e projetada para o ar em agosto de 2015. No entanto, a CBS não aceitou o projeto e mudou-se para a Sony Pictures Television, com um compromisso piloto da ABC em outubro de 2016. A série é desenvolvida por David Shore, Sebastian Lee e David Kim. A ABC encomendou oficialmente o episódio piloto em janeiro de 2017.
Em 11 de maio de 2017, a ABC encomendou o programa como uma co-produção com a Sony Pictures Television e a ABC Studios, e foi oficialmente escolhido para uma temporada de 18 episódios em 3 de outubro de 2017.

### Casting
Em 17 de fevereiro de 2017, Antonia Thomas foi escolhida como Dra. Claire Browne, uma médica com força de vontade e talento que forma uma conexão especial com Shaun. Uma semana depois, Freddie Highmore foi escalado para o papel principal como Dr. Shaun Murphy, cirurgião autista; e Nicholas Gonzalez foi escolhido como Dr. Neil Melendez, o chefe dos residentes cirúrgicos do hospital. No mês seguinte, Chuku Modu foi escalado como residente Dr. Jared Kalu (originalmente Dr. Jared Unger); Hill Harper como chefe de cirurgia Dr. Marcus Andrews (originalmente Dr. Horace Andrews); Irene Keng como residente Dra. Elle McLean; e Richard Schiff foi escolhido como Dr. Aaron Glassman (originalmente Dr. Ira Glassman), presidente do hospital e mentor de Shaun.  Schiff foi logo seguido por Beau Garrett como Jessica Preston, membro do conselho do hospital e amiga do Dr. Glassman. Em setembro de 2017, Tamlyn Tomita foi promovida ao elenco principal como Allegra Aoki.

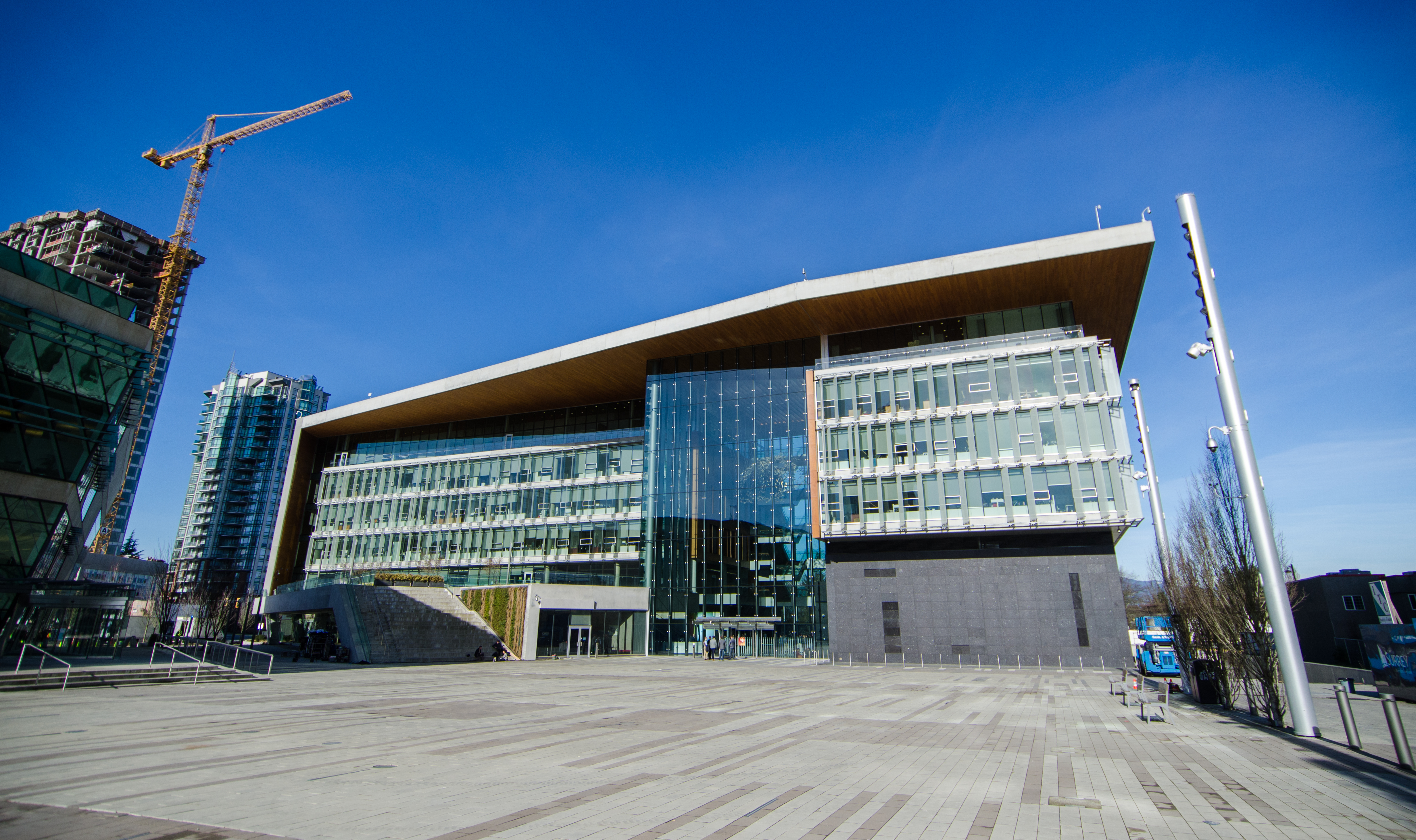
A prefeitura de Surrey, Colúmbia Britânica serve como o edifício fictício San Jose St. Bonaventure Hospital em filmagens exteriores

## Recepção

### Recepção da crítica
O site Rotten Tomatoes informou uma classificação de aprovação de 63% com uma classificação média de 5.65/10 com base em 43 críticas. O Metacritic, que usa uma média ponderada, atribuiu uma pontuação de 53 em cada 100 com base em 15 críticas, indicando "revisões mistas ou médias".
Dando a sua primeira impressão do piloto da série para o TVLine, Matt Webb Mitovich afirmou: "The Good Doctor possui um excelente DNA... [e] tem o potencial de ser um drama médico refrescantemente inspirador, baseado nos botões empurrados no piloto sozinhos." Ele apreciou a "dinâmica calorosa" de Schiff e Highmore, ao descrever o personagem de Thomas como "nosso emocional" no "mundo distinto e distante de Shaun". Ele observou que "demora um pouco para aumentar o impulso", mas concluiu que "a cena final acaba por ser um golpe, como o Dr. Murphy colocou involuntariamente um colega em aviso prévio".
O crítico de televisão do New York Times, James Poniewozik, observa em sua coluna crítica, que, em sua maior parte, o drama é um "melodrama hospitalar com ciência médica renomada", um toque de romance intrapessoal e sentimentalismo sem vergonha." Discutir os principais personagens do Dr. Aaron Glassman (Richard Schiff) e do Dr. Shaun Murphy (Freddie Highmore), no entanto, Poniewozik escreve que "o Sr. Schiff é convincente no papel e o Sr. Highmore é impressionante no dele."
Falando sobre a nomeação do Globo de Ouro de Freddie Highmore na segunda-feira, 11 de dezembro de 2017, por seu papel em The Good Doctor, Laura Bradley, escrevendo para o Vanity Fair, diz: "... Freddie Highmore recebeu o reconhecimento de prêmios que o ignorou há muito e injustamente. ..." Bradley sente que o desempenho de Highmore foi "a chave central "para o enorme sucesso do programa e, embora a série tenha revisões mornas, a maioria dos críticos elogiou o trabalho de Highmore.

### Audiência
| №  | Título                | Exibição original       | Rating/share (18–49) | Audiência (em milhões) | DVR (18–49) | Audiência em DVR (milhões) | Total (18–49) | Audiência total (em milhões) |
| -- | --------------------- | ----------------------- | -------------------- | ---------------------- | ----------- | -------------------------- | ------------- | ---------------------------- |
| 1  | "Burnt Food"          | 25 de setembro ds 2017  | 2.2/9                | 11.22                  | 2.2         | 7.90                       | 4.4           | 19.22                        |
| 2  | "Mount Rushmore"      | 2 de outubro de 2017    | 2.2/9                | 10.93                  | 2.1         | 7.21                       | 4.3           | 18.12                        |
| 3  | "Oliver"              | 9 de outubro de 2017    | 2.0/7                | 10.69                  | 2.2         | 7.53                       | 4.2           | 18.22                        |
| 4  | "Pipes"               | 16 de outubro de 2017   | 2.0/8                | 10.60                  | 2.1         | 7.34                       | 4.1           | 17.96                        |
| 5  | "Point Three Percent" | 23 de outubro de 2017   | 1.8/7                | 10.39                  | 2.0         | 7.10                       | 3.8           | 17.50                        |
| 6  | "Not Fake"            | 30 de novembro de 2017  | 1.9/7                | 10.60                  | 2.0         | 6.93                       | 3.9           | 17.51                        |
| 7  | "22 Steps"            | 13 de novembro de 2017  | 1.9/7                | 10.14                  | 1.9         | 6.92                       | 3.8           | 17.14                        |
| 8  | "Apple"               | 20 de novembro de 2017  | 1.8/7                | 9.97                   | 1.8         | 6.98                       | 3.6           | 16.99                        |
| 9  | "Intangibles"         | 27 de novembro de 2017  | 1.7/7                | 9.25                   | 1.8         | 6.66                       | 3.5           | 15.91                        |
| 10 | "Sacrifice"           | 4 de dezembro de 2017   | 1.6/7                | 9.03                   | 1.8         | 6.67                       | 3.4           | 15.74                        |
| 11 | "Islands Part One"    | 8 de janeiro de 2018    | 1.6/6                | 8.30                   | 1.8         | 7.10                       | 3.4           | 15.40                        |
| 12 | "Islands Part Two"    | 15 de janeiro de 2018   | 1.7/6                | 9.33                   | 1.8         | 6.66                       | 3.5           | 16.00                        |
| 13 | "Seven Reasons"       | 22 de fevereiro de 2018 | 1.7/7                | 9.61                   | 1.9         | 6.91                       | 3.6           | 16.53                        |
| 14 | "She"                 | 5 de fevereiro de 2018  | 1.7/7                | 9.63                   | 1.8         | 7.07                       | 3.5           | 16.71                        |
| 15 | "Heartfelt"           | 26 de fevereiro de 2018 | 1.3/5                | 7.82                   | 1.8         | 6.84                       | 3.1           | 14.66                        |
| 16 | "Pain"                | 12 de março de 2018     | 1.8/7                | 9.88                   | 1.5         | 6.23                       | 3.3           | 16.12                        |
| 17 | "Smile"               | 19 de março de 2018     | 1.6/6                | 9.03                   | 1.5         | 6.39                       | 3.1           | 15.42                        |
| 18 | "More"                | 26 de março de 2018     | 1.7/6                | 9.52                   | 1.6         | 6.32                       | 3.3           | 15.85                        |

### Prêmios e indicações
| Ano  | Prêmio                           | Categoria                                | Nomeado          | Resultado | Ref.          |
| ---- | -------------------------------- | ---------------------------------------- | ---------------- | --------- | ------------- |
| 2018 | Prêmios Globo de Ouro            | Melhor Ator em Série Dramática           | Freddie Highmore | Indicado  | [ 57 ] [ 58 ] |
| 2018 | Humanitas Prize                  | Categoria 60 Minutos                     | David Shore      | Venceu    | [ 59 ]        |
| 2018 | ASCAP Screen Music Awards        | Melhor série de televisão                | Dan Romer        | Venceu    | [ 60 ]        |
| 2018 | Banff Rockie Awards              | Série de melodrama com roteiro           | The Good Doctor  | Venceu    | [ 61 ]        |
| 2018 | Banff Rockie Awards              | Prêmio de Impacto The Hollywood Reporter | The Good Doctor  | Venceu    | [ 61 ]        |
| 2018 | Teen Choice Awards               | Melhor Ator numa Série de Drama          | Freddie Highmore | Indicado  | [ 62 ]        |
| 2018 | Gold Derby Awards                | Melhor Ator Dramático                    | Freddie Highmore | Indicado  | [ 63 ]        |
| 2018 | Seoul International Drama Awards | Melhor Série de Drama                    | The Good Doctor  | Indicado  | [ 64 ]        |
| 2018 | Seoul International Drama Awards | Melhor Ator                              | Freddie Highmore | Indicado  | [ 64 ]        |
| 2018 | Seoul International Drama Awards | Melhor Roteiro                           | David Shore      | Indicado  | [ 64 ]        |